# اصول اخلاق ماشین
"این مقاله در حال ترجمه از ویکی انگلیسی است لطفا حذف نشود!"
اصول اخلاق ماشین (یا سیرت ماشین ، اخلاق محاسباتی یا  اصول اخلاق محاسباتی ) بخشی از اصول اخلاق هوش مصنوعی است که به افزودن یا تضمین رفتارهای اخلاقی ماشین‌های ساخت بشر( در صورتی‌که این ماشین‌ها رفتارهای اخلاقی نداشته باشند، به عنوان عامل‌های هوشمندِ مصنوعی  شناخته می‌شوند) که از هوش مصنوعی استفاده می‌کنند مربوط می‌شود. اصول اخلاق ماشینی با اصول اخلاقی دیگر شاخه‌های مربوط به مهندسی و فناوری متفاوت است. اصول اخلاق ماشینی را نباید با اصول اخلاق کامپیوتری که بر استفاده انسان از رایانه تمرکز دارد، اشتباه گرفت. همچنین باید از فلسفه فناوری که به تأثیرات اجتماعی بزرگتر فناوری مربوط می شود، متمایز شود.

## تعاریف
جیمز اچ مور، یکی از نظریه پردازان پیشگام در زمینه اخلاق کامپیوتری، چهار نوع ربات اخلاقی را تعریف می کند. مور به عنوان یک محقق گسترده در زمینه مطالعات فلسفه هوش مصنوعی، فلسفه ذهن، فلسفه علم و منطق، ماشین ها را به عنوان عوامل تأثیر اخلاقی، عوامل اخلاقی ضمنی، عوامل اخلاقی صریح، یا عوامل اخلاقی کامل تعریف می کند. یک ماشین می تواند بیش از یک نوع عامل باشد.
- عوامل تأثیر اخلاقی: اینها سیستم های ماشینی هستند که تأثیر اخلاقی دارند، چه در نظر گرفته شده باشند یا خیر. در عین حال، آنها پتانسیل این را دارند که غیراخلاقی عمل کنند. مور یک مثال فرضی به نام «عامل گودمن» می‌آورد که به نام فیلسوف نلسون گودمن نامگذاری شده است. عامل گودمن تاریخ ها را مقایسه می کند اما باگ هزاره را دارد. این اشکال ناشی از برنامه نویسانی است که تاریخ ها را تنها با دو رقم آخر سال نشان می دهند، بنابراین هر تاریخ بعد از سال 2000 به‌طور گمراه کننده ای زودتر از تاریخ های اواخر قرن بیستم در نظر گرفته می شود. بنابراین، عامل گودمن قبل از سال 2000 یک عامل تأثیر اخلاقی و پس از آن یک عامل تأثیر غیراخلاقی بود.
- عوامل اخلاقی ضمنی: برای در نظر گرفتن ایمنی انسان، این عوامل به گونه‌ای برنامه‌ریزی شده‌اند که دارای یک حُسن درونی یا ایمن(fail-safe) باشند. آنها ماهیت کاملاً اخلاقی ندارند، اما برای جلوگیری از نتایج غیراخلاقی برنامه ریزی شده اند.
- عوامل اخلاقی صریح: ماشین‌هایی هستند که قادر به پردازش سناریوها و عمل کردن بر تصمیمات اخلاقی هستند، درواقع ماشین‌هایی هستند که دارای الگوریتم‌هایی برای انجام عمل اخلاقی میباشند.
- عوامل اخلاقی کامل: اینها شبیه به کارگزاران (عوامل) صریح اخلاقی هستند که می توانند تصمیمات اخلاقی بگیرند. اما آنها همچنین دارای ویژگی های متافیزیکی انسانی هستند (یعنی دارای اختیار یا اراده‌ آزاد، خودآگاهی و قصدمندی).

(به سیستم های مصنوعی و مسئولیت اخلاقی مراجعه کنید. )

## تاریخچه
پیش از قرن ۲۱، اخلاق ماشین‌ها عمدتاً به دلیل محدودیت‌های محاسباتی و هوش مصنوعی (AI) موضوع ادبیات علمی تخیلی بود. با وجود اینکه تعریف «اخلاق ماشین» از آن زمان به بعد تکامل یافته است؛ این اصطلاح توسط میچل والدراپ در مقاله‌ای در مجله هوش مصنوعی در سال 1987 با عنوان «A Question of Responsibility » ابداع شد:
"با این حال، از بحث فوق آشکار است که ماشین‌های هوشمند مستقل از خواست و اراده برنامه نویسانشان، مقادیر، مفروضات و اهداف را در خود نگه‌می‌دارند. به این ترتیب با ارتقای هوشمندی کامپیوترها و ربات‌ها، ضروری است که به دقت و صراحت در مورد این‌که این مقادیر درونی چه باشند،بیندیشیم. مطابق با روح سه قانون روباتیک از آسیموف، شاید آنچه ما به آن نیاز داریم، در واقع، نظریه و عملی از اصول اخلاق ماشینی باشد،. "
در سال 2004،  در کارگاه AAAI در مورد سازمان های عامل: تئوری و عمل»  ،  مقاله "به سوی اصول اخلاق ماشینی" ارائه شد که در آن مبانی نظری برای اصول اخلاق ماشینی مطرح شد.
محققان در AAAI سمپوزیوم پاییز 2005، در مورد اصول اخلاق ماشینی، برای اولین بار گرد هم آمدند تا اجرای یک بعد اصول اخلاقی در سیستم های مستقل را بررسی کنند. دیدگاه‌های متنوعی از این حوزه نوپا را می‌توان در نسخه گردآوری شده «اصول اخلاق ماشین» یافت.  این نسخه از سمپوزیوم در مورد اصول اخلاق ماشینی نشات می‌گیرد.
در سال 2007، مجله هوش مصنوعی مقاله « اصول اخلاق ماشین: ایجاد یک عامل هوشمند اخلاقی» را معرفی کرد. این مقاله در مورد  اهمیت اصول اخلاق ماشین، نیاز به ماشین هایی که از اصول اخلاقی به صراحت پیروی می‌کنند و چالش های پیش روی کسانی که روی اصول اخلاق ماشین کار می کنند، بود. همچنین نشان داد که ممکن است، حداقل در یک حوزه محدود، یک ماشین یک اصل اخلاقی را از نمونه هایی از قضاوت های اخلاقی انتزاع کند و از آن اصل برای هدایت رفتار خود استفاده کند.
در سال 2009، انتشارات دانشگاه آکسفورد ،کتاب ماشین‌های اخلاقی، آموزش درست از اشتباه روبات‌ها را منتشر کرد. انشارات دانشگاه آکسفورد این کتاب را با عنوان «اولین کتابی که چالش ساخت عامل‌های اخلاق‌مند مصنوعی را می‌آزماید و کاوش عمیق در ماهیت تصمیم‌گیری و اخلاق انسانی را بررسی می‌کند» تبلیغ کرد. این کتاب به حدود 450 منبع استناد کرد که حدود 100 مورد از آنها به سؤالات اصلی اخلاق ماشین پرداختند.
در سال 2011، انتشارات دانشگاه کمبریج مجموعه ای از مقالات در مورد اصول اخلاق ماشین را منتشر کرد که توسط مایکل و سوزان لی اندرسون ویرایش شده بود،  ایشان همچنین در سال 2006 یک شماره ویژه از سیستم های هوشمند IEEE را در مورد این موضوع ویرایش کرده‌اند. این مجموعه شامل چالش های اضافه کردن اصول اخلاقی به ماشین ها است.
در سال 2014، دفتر تحقیقات نیروی دریایی ایالات متحده اعلام کرد که 7.5 میلیون دلار کمک مالی را طی پنج سال به تحقیقات دانشگاهی اختصاص خواهد داد. این تحقیقات برای مطالعه سؤالات اصول اخلاق ماشینی که در مورد روبات‌های مستقل اعمال می‌شود،  و کتابابرهوش: مسیرها، خطرات و استراتژی‌ها از نیک بوستروم ، انجام می‌شود. کتاب  ابرهوش: مسیرها، خطرات و استراتژی‌ها، که اخلاق ماشینی را به عنوان «مهم‌ترین... مسئله‌ای که بشریت تاکنون با آن مواجه شده است» مطرح کرده‌است، در فهرست پرفروش‌ترین کتاب‌های علمی نیویورک تایمز جایگاه هفدهم را بدست آورد.
در سال 2016، پارلمان اروپا مقاله ای را منتشر کرد،  (22 صفحه PDF)، تا همان‌طور که به‌طور خلاصه در مطبوعات توضیح داده شد، کمیسیون را تشویق کند به وضعیت قانونی روبات ها رسیدگی کند. این مقاله شامل بخش‌هایی در رابطه با مسئولیت‌های قانونی ربات‌ها بود، که در آن مسئولیت‌ها متناسب با سطح استقلال روبات‌ها استدلال می‌شد. این مقاله همچنین تعداد مشاغلی را که می‌توان با ربات‌های هوش مصنوعی جایگزین کرد، زیر سؤال برد.
در سال 2019، Proceedings of IEEE یک شماره ویژه در مورد اخلاق ماشین: طراحی و حاکمیت هوش مصنوعی اخلاقی و سیستم‌های خودمختار منتشر کرد که توسط آلن وینفیلد، کاتینا مایکل، جرمی پیت و ونسا اورز ویرایش شد. «این موضوع شامل مقالاتی است که عوامل اخلاقی ضمنی را توصیف می‌کند، جایی که ماشین‌ها برای اجتناب از نتایج غیراخلاقی طراحی شده‌اند، و همچنین عوامل اخلاقی صریح، یا ماشین‌هایی که یا کدگذاری می‌کنند یا اخلاقیات را یاد می‌گیرند و اعمال را بر اساس آن اخلاق تعیین می‌کنند».

## موضوعات مورد بحث در اصول اخلاق ماشینی

### مشکل کنترل هوش مصنوعی

##### مقاله اصلی:خطر وجودی ناشی از هوش عمومی مصنوعیومشکل کنترل هوش مصنوعی
برخی از محققان، مانند نیک بوستروم فیلسوف و استوارت راسل ، محقق هوش مصنوعی، استدلال می‌کنند که اگر هوش مصنوعی از نظر هوش عمومی از بشریت پیشی بگیرد و به « فوق‌هوشمند » تبدیل شود، آنگاه این ابرهوش جدید می‌تواند قدرتمند و کنترل آن دشوار شود: همان‌طور که سرنوشت گوریل کوهی به حسن نیت انسان بستگی دارد، بنابراین ممکن است در آینده  سرنوشت بشریت به اقدامات یک ابرهوش ماشینی بستگی داشته باشد. هر دو محقق در کتاب‌های مربوط خود Superintelligence و Human Compatible اظهار می‌دارند که اگرچه در مورد آینده هوش مصنوعی ابهامات زیادی وجود دارد، خطر برای بشریت به اندازه‌ای بزرگ است که شایسته اقدامات قابل توجه در حال حاضر باشد.
این مشکل کنترل هوش مصنوعی را نشان می‌دهد: چگونه یک عامل هوشمند بسازیم که به سازندگانش کمک کند، در حالی که از ساختن ناخواسته ابرهوشی که به سازندگانش آسیب می‌رساند، خودداری کنیم. خطر طراحی نکردن کنترل درست "در اولین بار" این است که یک ابر هوش ممکن است بتواند بر محیط خود چیره گشته و از خاموش کردن آن توسط انسان ها جلوگیری کند. استراتژی‌های بالقوه کنترل هوش مصنوعی شامل «کنترل قابلیت» (محدود کردن توانایی هوش مصنوعی برای تأثیرگذاری بر جهان) و «کنترل انگیزشی» (یکی از راه‌های ساخت یک هوش مصنوعی که اهداف آن با ارزش‌های انسانی یا بهینه همسو هستند). تعدادی سازمان در حال تحقیق در مورد مشکل کنترل هوش مصنوعی هستند، از جمله موسسه آینده بشریت، موسسه تحقیقات هوش ماشینی، مرکز هوش مصنوعی سازگار با انسان، و موسسه آینده زندگی.

### الگوریتم و آموزش
نمونه های هوش مصنوعی، به ویژه کارآمدی و تعصب آنها مورد بحث قرار گرفته است. Bostrom و Eliezer Yudkowsky برای درخت‌های تصمیم (مانند ID3) بر روی شبکه‌های عصبی و الگوریتم‌های ژنتیک استدلال کرده‌اند، به این دلیل که درخت‌های تصمیم از هنجارهای اجتماعی مدرن شفافیت و پیش‌بینی‌پذیری تبعیت می‌کنند (مثلاً تصمیم‌گیری خیره). در مقابل، کریس سانتوس لنگ به نفع شبکه‌های عصبی و الگوریتم‌های ژنتیک استدلال کرده است، بر این اساس که هنجارهای هر عصری باید اجازه تغییر داشته باشند و اینکه شکست طبیعی در برآورده کردن کامل این هنجارهای خاص برای آسیب‌پذیری کمتر انسان‌ها ضروری است. ماشین ها به هکرهای جنایتکار.
در سال 2009، در آزمایشی در Ecole Polytechnique Fédérale آزمایشگاه سیستم‌های هوشمند لوزان، روبات‌های هوش مصنوعی برنامه‌ریزی شدند تا با یکدیگر همکاری کنند و وظیفه جست‌وجو برای یک منبع مفید و در عین حال اجتناب از یک منبع سمی را بر عهده بگیرند. در طول آزمایش، ربات‌ها در گروه‌هایی دسته‌بندی شدند و کد ژنتیکی اعضای موفق برای نسل بعدی، نوعی الگوریتم به نام الگوریتم ژنتیک، مورد استفاده قرار گرفت. پس از 50 نسل متوالی در هوش مصنوعی، اعضای یک قبیله کشف کردند که چگونه منبع مفید را از منبع سمی تشخیص دهند. سپس روبات‌ها یاد گرفتند که به یکدیگر دروغ بگویند تا منابع مفید را از روبات‌های دیگر ذخیره کنند. در همین آزمایش، همان روبات‌ها رفتار فداکارانه را یاد گرفتند و خطر را به ربات‌های دیگر نشان دادند و برای نجات روبات‌های دیگر جان خود را از دست دادند. متخصصان اخلاق ماشین مفاهیم این آزمایش را زیر سؤال برده اند. در این آزمایش، اهداف ربات‌ها به‌صورت «نهایی-پایان پذیر» برنامه‌ریزی شده بود، اما انگیزه‌های انسانی معمولاً نیازمند یادگیری بی‌پایان است.

### سیستم های تسلیحاتی خودمختار

##### پیشنهاد:Slaughterbots
در سال 2009، دانشگاهیان و کارشناسان فنی در کنفرانسی شرکت کردند تا در مورد تأثیر بالقوه روبات‌ها و رایانه‌ها و تأثیر این امکان که آنها می‌توانند خودکفا شوند و بتوانند تصمیم‌گیری کنند، بحث کنند. آنها در مورد اینکه کامپیوترها و روبات ها تا چه حد ممکن است استقلال داشته باشند و تا چه حد می توانند از آن برای ایجاد یک تهدید یا خطر استفاده کنند، بحث کردند. آنها خاطرنشان کردند که برخی از ماشین ها اشکال مختلفی از نیمه خودمختاری را به دست آورده اند، از جمله توانایی یافتن منابع انرژی به تنهایی و انتخاب مستقل اهداف برای حمله با سلاح. آنها همچنین خاطرنشان کردند که برخی از ویروس های رایانه ای می توانند از حذف شدن طفره بروند و به "هوش سوسک" دست یافته اند. آنها خاطرنشان کردند که خودآگاهی همان‌طور که در داستان های علمی تخیلی به تصویر کشیده شده است احتمالا بعید است، اما خطرات و دام های بالقوه دیگری نیز وجود دارد.
برخی از کارشناسان و دانشگاهیان استفاده از روبات‌ها در نبردهای نظامی، به‌ویژه روبات‌هایی با درجه‌ای از خودمختاری را مورد تردید قرار داده‌اند. نیروی دریایی ایالات متحده گزارشی را تأمین مالی کرد که نشان می‌دهد با پیچیده‌تر شدن روبات‌های نظامی، ما باید توجه بیشتری به پیامدهای توانایی آنها در تصمیم‌گیری مستقل داشته باشیم. رئيس انجمن پيشبرد هوش مصنوعی دستور بررسی اين موضوع را داده است.

### ادغام هوش مصنوعی جامع با جامعه
کار مقدماتی بر روی روش‌های ادغام هوش مصنوعی جامع (عوامل اخلاقی کامل همان‌طور که در بالا تعریف شد) با چارچوب‌های قانونی و اجتماعی موجود انجام شده است. رویکردها بر موقعیت و حقوق قانونی آنها متمرکز بوده است.

### سوگیری یادگیری ماشینی

##### اطلاعات بیشتر:Algorithmic bias
الگوریتم‌های کلان داده و یادگیری ماشین در صنایع متعددی از جمله تبلیغات آنلاین، رتبه‌بندی اعتبار، و مجازات‌های کیفری با وعده ارائه نتایج عینی‌تر و مبتنی بر داده‌ها محبوب شده‌اند، اما به عنوان راهی بالقوه برای تداوم نابرابری‌های اجتماعی و تبعیض شناخته شده‌اند. یک مطالعه در سال 2015 نشان داد که زنان کمتر از مردان به آگهی های شغلی با درآمد بالا توسط AdSense گوگل نشان داده می شوند. مطالعه دیگری نشان داد که سرویس تحویل همان روز آمازون عمداً در محله‌های سیاه‌پوست از دسترس خارج شده است. گوگل و آمازون هر دو نتوانستند این نتایج را به یک مشکل مشترک مجزا کنند و گفتند که نتایج حاصل الگوریتم‌های جعبه سیاهی است که آنها استفاده می‌کنند.
سیستم قضایی ایالات متحده استفاده از نرم‌افزار ارزیابی کمی ریسک را هنگام تصمیم گیری در مورد آزادی افراد به قید وثیقه و محکومیت در تلاش برای عادلانه تر بودن و کاهش میزان حبس آغاز کرده است. این ابزارها، سوابق جنایی متهم را در میان سایر ویژگی‌ها تحلیل می‌کنند. در مطالعه‌ای بر روی 7000 نفر دستگیر شده در شهرستان بروارد، فلوریدا، تنها 20 درصد از افرادی که پیش‌بینی می‌کردند با استفاده از سیستم امتیازدهی ارزیابی ریسک منطقه مرتکب جرم شوند، اقدام به ارتکاب جرم کردند. یک گزارش ProPublica در سال 2016، نمرات خطر تکرار جرم را که توسط یکی از رایج‌ترین ابزارها، سیستم Northpointe COMPAS محاسبه شده است، تجزیه و تحلیل کرد و نتایج را طی دو سال بررسی کرد. این گزارش نشان می دهد که تنها 61 درصد از افرادی که در معرض خطر تلقی می شوند در آن دوره مرتکب جرایم اضافی شده اند. این گزارش همچنین نشان داد که متهمان آفریقایی-آمریکایی به مراتب بیشتر از همتایان سفیدپوست خود امتیازات پرخطر دریافت می کنند. استدلال شده است که چنین ارزیابی‌های ریسک پیش از محاکمه به دلیل عواملی از جمله قصد تبعیض آمیز احتمالی توسط خود الگوریتم، تحت تئوری ظرفیت قانونی جزئی برای هوش مصنوعی، حقوق حفاظت برابر را بر اساس نژاد نقض می‌کند.
در سال 2016، گروه کاری کلان داده دولت اوباما - ناظر چارچوب‌های نظارتی مختلف داده‌های بزرگ - گزارش‌هایی را منتشر کرد که هشدار می‌داد «پتانسیل رمزگذاری تبعیض در تصمیم‌گیری‌های خودکار» و خواستار «فرصت برابر با طراحی» برای برنامه‌هایی مانند امتیازدهی اعتباری. این گزارش ها گفتمان را در میان سیاست گذاران، شهروندان و دانشگاهیان به‌طور یکسان تشویق می کند، اما تشخیص می دهد که هنوز راه حلی برای رمزگذاری تعصب و تبعیض در سیستم های الگوریتمی وجود ندارد.

## چارچوب ها و شیوه های اخلاقی

### روشها
در مارس 2018، در تلاش برای رسیدگی به نگرانی‌های فزاینده در مورد تأثیر یادگیری ماشینی بر حقوق بشر، مجمع جهانی اقتصاد و شورای آینده جهانی حقوق بشر مقاله سفیدی را با توصیه‌های دقیق درباره بهترین روش برای جلوگیری از نتایج تبعیض‌آمیز در یادگیری ماشین منتشر کردند. مجمع جهانی اقتصاد چهار توصیه را بر اساس اصول راهنمای حقوق بشر سازمان ملل برای کمک به رسیدگی و جلوگیری از نتایج تبعیض آمیز در یادگیری ماشین ارائه کرد:
1. شمول فعال: توسعه و طراحی برنامه های کاربردی یادگیری ماشینی باید به‌طور فعال به دنبال تنوع ورودی، به ویژه هنجارها و ارزش های جمعیت های متأثر از خروجی سیستم های هوش مصنوعی باشد.
2. عدالت: افرادی که در مفهوم‌سازی، توسعه و پیاده‌سازی سیستم‌های یادگیری ماشین دخالت دارند، باید در نظر داشته باشند که کدام تعریف از انصاف در زمینه و کاربرد آن‌ها بهترین کاربرد دارد و آن را در معیارهای معماری و ارزیابی سیستم یادگیری ماشین اولویت‌بندی کنند.
3. حق درک: مشارکت سیستم‌های یادگیری ماشین در تصمیم‌گیری که بر حقوق فردی تأثیر می‌گذارد باید افشا شود و سیستم‌ها باید بتوانند تصمیم‌گیری خود را به گونه‌ای توضیح دهند که برای کاربران نهایی قابل درک باشد و توسط یک مقام انسانی صالح قابل بررسی باشد. در مواردی که این غیرممکن است و حقوق در خطر است، رهبران در طراحی، استقرار و تنظیم فناوری یادگیری ماشین باید در مورد استفاده از آن سؤال کنند.
4. دسترسی به جبران خسارت: رهبران، طراحان و توسعه دهندگان سیستم های یادگیری ماشینی مسئول شناسایی تأثیرات بالقوه منفی حقوق بشر سیستم های خود هستند. آنها باید راه های قابل مشاهده ای را برای جبران خسارت برای کسانی که تحت تأثیر تأثیرات متفاوت قرار گرفته اند ایجاد کنند و فرایندهایی را برای جبران به موقع هرگونه خروجی تبعیض آمیز ایجاد کنند.

در ژانویه 2020، مرکز اینترنت و جامعه برکمن کلاین دانشگاه هاروارد یک مطالعه متا از 36 مجموعه اصول برجسته برای هوش مصنوعی منتشر کرد که هشت موضوع کلیدی را شناسایی کرد: حریم خصوصی، مسئولیت پذیری، ایمنی و امنیت، شفافیت و توصیف پذیری، انصاف و عدم تبعیض، کنترل انسان بر فناوری، مسئولیت حرفه ای و ارتقای ارزش های انسانی. محققان مؤسسه فناوری فدرال سوئیس در زوریخ مطالعه متا مشابهی را در سال 2019 انجام دادند.

### رویکردها
تلاش‌های متعددی برای قابل محاسبه کردن یا حداقل رسمی کردن اخلاق صورت گرفته است. سه قانون رباتیک آیزاک آسیموف معمولاً برای یک عامل اخلاقی مصنوعی مناسب در نظر گرفته نمی‌شود، اما اینکه آیا می‌توان از دستور مقوله‌ای کانت استفاده کرد، مطالعه شده است. اشاره شد که ارزش انسانی از برخی جهات بسیار پیچیده است. راهی برای غلبه بر این دشواری این است که ارزش‌های انسانی را مستقیماً از طریق مکانیسمی دریافت کنیم، مثلاً با یادگیری آنها.
رویکرد دیگر این است که ملاحظات اخلاقی فعلی را بر موقعیت های مشابه قبلی قرار دهیم. به این موضوع سفسطه (casuistry) می‌گویند و می‌توان آن را از طریق تحقیق در اینترنت پیاده‌سازی کرد. اجماع حاصل از یک میلیون تصمیم گذشته منجر به تصمیم جدیدی می شود که وابسته به دموکراسی است بروس ام. مک لارن یک مدل محاسباتی اولیه (اواسط دهه 1990) از casuistry ساخت، برنامه ای به نام SIROCCO که با هوش مصنوعی و تکنیک های استدلال مبتنی بر موردی ساخته شده بود که معضلات اخلاقی را بازیابی و تحلیل می کند. اما این رویکرد می تواند منجر به تصمیماتی شود که منعکس کننده سوگیری ها و رفتار غیراخلاقی جامعه است. اثرات منفی این رویکرد را می توان در مایکروسافت تای دید، یک ربات سخنگو که یاد گرفت توییت های نژادپرستانه و جنسی را تکرار کند.
یک آزمایش فکری بر روی یک جن گولم با قدرت های نامحدود تمرکز دارد که خود را به خواننده نشان می دهد. این جن اعلام می‌کند که 50 سال دیگر بازخواهد گشت و خواستار آن است که مجموعه‌ای از اخلاقیات مشخص برایش فراهم شود و بلافاصله به آن عمل خواهد کرد. هدف این آزمایش برانگیختن گفتمان در مورد اینکه چگونه می‌توان مجموعه‌هایی از اصول اخلاقی را که رایانه‌ها ممکن است درک کنند، به بهترین شکل مدیریت کرد.
برخی از کارهای اخیر تلاش می‌کنند تا اخلاق هوش مصنوعی را بازسازی کنند و کنترل را به‌عنوان یک مشکل رقابت متقابل بین هوش مصنوعی به‌عنوان یک ذهنیت فوکویی از یک سو و انسان‌ها یا نهادها از سوی دیگر، همه در یک دستگاه انضباطی، بازسازی کنند. خواسته‌های خاصی باید برآورده شوند: مراقبت از خود تجسم یافته، نیت تجسم یافته، تخیل و انعکاس، که با هم ظهور هوش مصنوعی را به عنوان یک موضوع اخلاقی که قادر به انجام خود رفتاری است، مشروط می‌کند.

## در آثار تخیلی
در داستان های علمی تخیلی، فیلم ها و رمان ها به ایده ماشین ها و ربات های دارای عاطفه پرداخته شده است.
فیلم Chappie محصول 2015 میلادی اثر نیل بلومکمپ سناریویی را ارائه می کند که می تواند آگاهی خود را به رایانه منتقل کند. فیلم Ex Machina محصول 2014 میلادی و ساخته الکس گارلند ماجرای یک ربات اندرویدی با هوش مصنوعی را دنبال می‌کند که تحت آزمایش تورینگ قرار می‌گیرد، آزمایشی که بر روی یک ماشین انجام می‌شود تا ببیند آیا رفتار آن را می‌توان از رفتار انسان متمایز کرد. فیلم‌هایی مانند The Terminator (1984) و The Matrix (1999) مفهوم ماشین‌هایی را در خود جای داده‌اند که به اربابان انسانی بدل میشوند.
آسیموف این موضوع را در دهه 1950 در I, Robot بررسی کرد. به اصرار ویراستار خود جان دبلیو کمپبل جونیور، او سه قانون رباتیک را برای اداره سیستم های هوشمند مصنوعی پیشنهاد کرد. بسیاری از کارهای او صرف آزمایش مرزهای سه قانون او شد تا ببیند که کجا شکسته می شوند یا رفتار متناقض یا پیش بینی نشده ای ایجاد می کنند. کار او نشان می دهد که هیچ مجموعه ای از قوانین ثابت نمی تواند به اندازه کافی همه شرایط ممکن را پیش بینی کند. رمان فیلیپ کی دیک در سال 1968با عنوانِ آیا آدم‌مصنوعی‌ها خواب گوسفند برقی می‌بینند؟ معنی انسان بودن را بررسی می کند. او در سناریوی پسا آخرالزمانی خود، این سؤال را مطرح می کند که آیا همدلی یک ویژگی کاملاً انسانی است یا خیر. این کتاب اساس فیلم علمی تخیلی Blade Runner محصول 1982 میلادی است.

## پیوندهای مرتبط
- Affective computing
- Formal ethics
- Bioethics
- Computational theory of mind
- Computer ethics
- Ethics of artificial intelligence
- Moral psychology
- Philosophy of artificial intelligence
- Philosophy of mind

## پیشنهادها
- Artificial intelligence
  - AI safety
  - AI takeover
  - Artificial intelligence in fiction
  - Friendly artificial intelligence
- Automating medical decision-support
- Google car
- Military robot
- Machine Intelligence Research Institute
- Robot ethics
- Space law
  - Self-replicating spacecraft
- Watson project for automating medical decision-support

## یادداشت ها
1. ↑  Moor, J.H. (2006). "The Nature, Importance, and Difficulty of Machine Ethics". IEEE Intelligent Systems. 21 (4): 18–21. doi:10.1109/MIS.2006.80.
2. ↑  Boyles, Robert James. "A Case for Machine Ethics in Modeling Human-Level Intelligent Agents" (PDF). Kritike. Archived from the original (PDF) on 1 November 2019. Retrieved 1 November 2019.
3. 1 2 3 4 5 6 7 8 9 10 11 12 13 14 15 16 17 18 19 20 21 22 23 24 25 26 27 28 29 30 31 32 33 34 35 36 37 38 39 40  "Machine ethics". Wikipedia (به انگلیسی). 2024-04-16.
4. ↑  Waldrop, Mitchell (Spring 1987). "A Question of Responsibility". AI Magazine. 8 (1): 28–39. doi:10.1609/aimag.v8i1.572.
5. ↑  «AAAI Workshop on Agent Organization: Theory and Practice, AAAI Press». بایگانی‌شده از اصلی در ۲۰ سپتامبر ۲۰۲۲. دریافت‌شده در ۲۰ سپتامبر ۲۰۲۲.
6. ↑  Anderson, M., Anderson, S., and Armen, C. (2004) “Towards Machine Ethics” in Proceedings of the AAAI Workshop on Agent Organization: Theory and Practice, AAAI Press
7. ↑  "Papers from the 2005 AAAI Fall Symposium". Archived from the original on 2014-11-29.
8. ↑  Anderson, M. and Anderson, S. (2007). Creating an Ethical Intelligent Agent بایگانی‌شده  در ۲۰۲۰-۱۰-۰۱ توسط Wayback Machine. AI Magazine, Volume 28(4).
9. ↑  Wallach, Wendell; Allen, Colin (2009). Moral machines : teaching robots right from wrong. Oxford University Press. ISBN 9780195374049.
10. ↑  Anderson, Michael; Anderson, Susan Leigh, eds. (July–August 2006). "Special Issue on Machine Ethics". IEEE Intelligent Systems. 21 (4): 10–63. doi:10.1109/mis.2006.70. ISSN 1541-1672. Archived from the original on 2011-11-26.
11. ↑  Siler, Cory (2015). "Review of Anderson and Anderson's Machine Ethics". Artificial Intelligence. 229: 200–201. doi:10.1016/j.artint.2015.08.013.
12. ↑  Tucker, Patrick (13 May 2014). "Now The Military Is Going To Build Robots That Have Morals". Defense One. Retrieved 9 July 2014.
13. ↑  "Best Selling Science Books". New York Times. September 8, 2014. Retrieved 9 November 2014.
14. ↑  "European Parliament, Committee on Legal Affairs. Draft Report with recommendations to the Commission on Civil Law Rules on Robotics". European Commission. Retrieved January 12, 2017.
15. ↑  Wakefield, Jane (2017-01-12). "MEPs vote on robots' legal status – and if a kill switch is required". BBC News. Retrieved 12 January 2017.
16. ↑  "European Parliament resolution of 16 February 2017 with recommendations to the Commission on Civil Law Rules on Robotics". European Parliament. Retrieved 8 November 2019.